# Вольф, Луиджи
Луиджи Вольф известный также, как Луис Вольф или Адольфо Вольф (итал. Luigi Wolff; ?—после 1871) — итальянский революционер.

## Биография
Немецко-еврейского происхождения. Родился в Аугсбурге (Королевство Бавария). Точные даты рождения и смерти Л. Вольфа неизвестны, вероятно, жил между 1810 и 1875 годами.
В 1830-х годах вступил во Французский Иностранный легион, отличился в сражениях во Французском Алжире (1830—1847). Затем, до 1849 года служил в вооружённых силах Ватикана.
Участник Рисорджименто, революции 1848—1849 годов в Италии и Крымской войны (1856) в составе англо-итальянского контингента.
Будучи сторонником идей Джузеппе Мадзини, был его помощником, доверенным лицом и секретарём с 1860 по 1870 год.
В 1860—1862 годах Л. Вольф принял участие в нескольких экспедициях отрядов Джузеппе Гарибальди. В чине полковника, командовал батальоном, состоящим из швейцарских и немецких добровольцев в битве при Вольтурно между отрядами «краснорубашечников» Дж. Гарибальди и армией Королевства Обеих Сицилий.
Позже жил в Лондоне, занимаясь организацией объединения итальянских рабочих в начале 1860-х годов. Член лондонской организации итальянских рабочих, один из основателей Международной ассоциации трудящихся. Участник собрания 28 сентября 1864 года в Сент-Мартинс-холле. В 1864 году, по предложению Д. Мадзини, Л. Вольф был одним из итальянских делегатов только что созданного Первого Интернационала. В 1864—1865 годах — член его Генерального совета. Решительно осуждал политику Карла Маркса. Участвовал в подготовке временного устава и положений Интернационала, к большому разочарованию Карла Маркса, который выразил сожаление по поводу влияния Д. Мадзини.
Участник Лондонской конференции (1865). В 1865 году Вольф вышел из состава Генерального совета Интернационала. В том же году он был заключён в тюрьму. В 1866 году вновь вступил в армию Гарибальди и принял участие в третьей итальянской войне за независимость. Служил в штабе гарибальдийцев. Участвовал в битвах с австрийцами при Понте-Каффаро и при Монте-Суэлло в 1866 году. После того, как Италия добилась независимости, был награждён серебряной медалью «За воинскую доблесть».
В 1871 году после падения Второй империи в Париже в секретных архивах императорской полиции были найдены документы, подтверждающие, что Л. Вольф был агентом бонапартистской полиции, платным информатором императора Наполеона III. Этот факт нанёс непоправимый ущерб репутации Вольфа среди итальянских националистов, а также социалистов и профсоюзных активистов. После этого Л. Вольф исчез и больше о нём никаких данных нет.